# Саванна (Міссурі)
Саванна (англ. Savannah) — місто (англ. city) в США, в окрузі Ендрю штату Міссурі. Населення — 5069 осіб (2020).

## Географія
Саванна розташована за координатами 39°56′20″ пн. ш. 94°49′36″ зх. д. / 39.93889° пн. ш. 94.82667° зх. д. (39.938773, -94.826592).  За даними Бюро перепису населення США в 2010 році місто мало площу 8,17 км², з яких 8,13 км² — суходіл та 0,04 км² — водойми.

## Демографія
Згідно з переписом 2010 року, у місті мешкало 5057 осіб у 2043 домогосподарствах у складі 1327 родин. Густота населення становила 619 осіб/км².  Було 2187 помешкань (268/км²).
Расовий склад населення:
| - 97,7 % — білих - 0,5 % — азіатів - 0,4 % — чорних або афроамериканців - 0,3 % — корінних американців |

До двох чи більше рас належало 0,8 %. Частка іспаномовних становила 1,6 % від усіх жителів.
За віковим діапазоном населення розподілялося таким чином: 25,7 % — особи молодші 18 років, 55,2 % — особи у віці 18—64 років, 19,1 % — особи у віці 65 років та старші. Медіана віку мешканця становила 38,0 року. На 100 осіб жіночої статі у місті припадало 83,1 чоловіків;  на 100 жінок у віці від 18 років та старших — 78,7 чоловіків також старших 18 років.
Середній дохід на одне домашнє господарство  становив 54 424 долари США (медіана — 42 699), а середній дохід на одну сім'ю — 70 031 долар (медіана — 55 553). Медіана доходів становила 34 074 долари для чоловіків та 32 402 долари для жінок. За межею бідності перебувало 11,0 % осіб, у тому числі 7,5 % дітей у віці до 18 років та 11,8 % осіб у віці 65 років та старших.
Цивільне працевлаштоване населення становило 2335 осіб. Основні галузі зайнятості: освіта, охорона здоров'я та соціальна допомога — 35,3 %, виробництво — 12,8 %, будівництво — 9,6 %, роздрібна торгівля — 8,9 %.